# کتاب جودیت

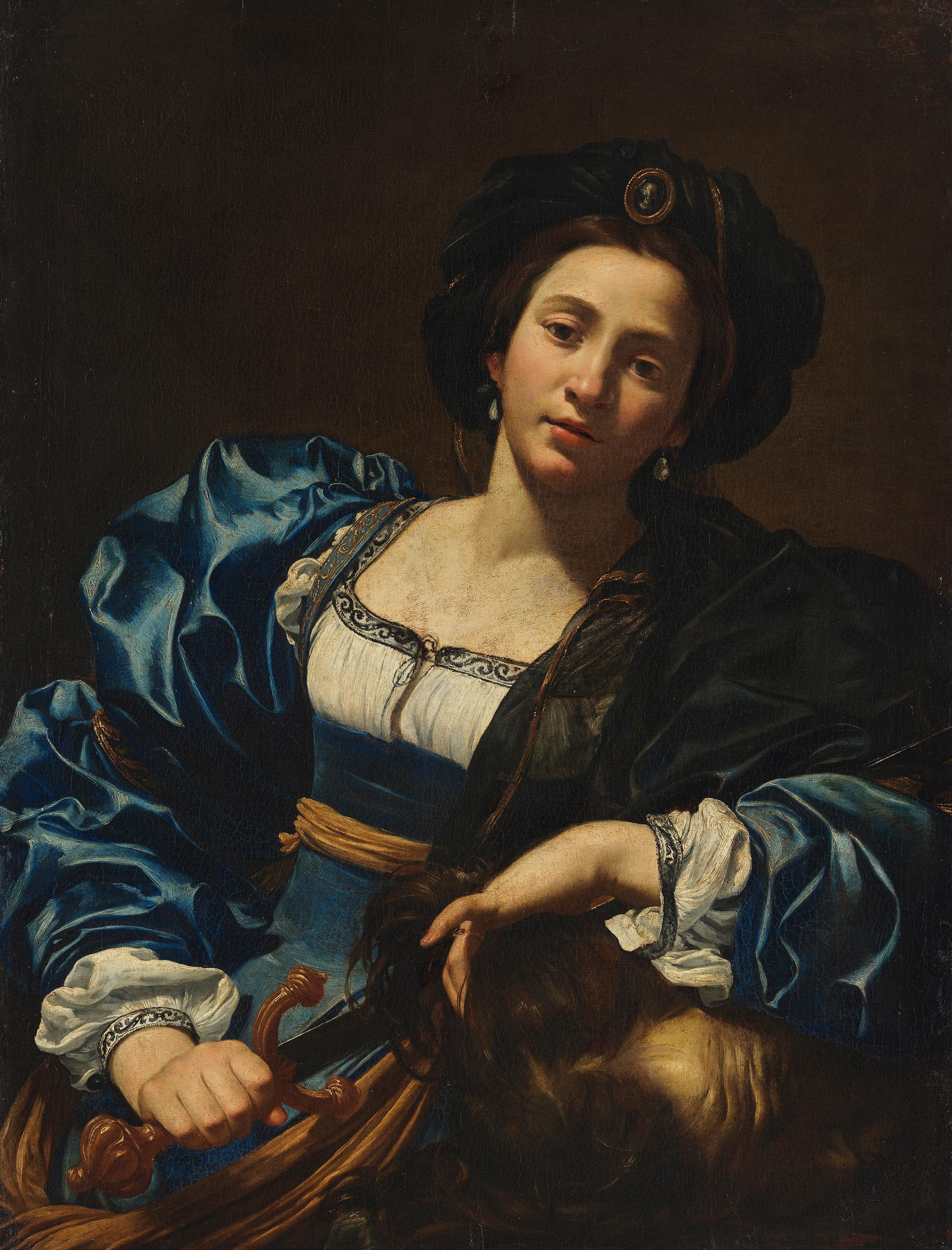
نام پرونده:Vouet - Judith.JPG توضیحات:سر بریدن هولوفرنس توسط جودیت

سِفر یهودیه بنت مراری، یکی از کتب متعلق به عهدقدیم است که یکی از کتبِ کتاب مقدس مسیحیان کاتولیک و ارتودوکس است، اما امروزه در کتاب مقدس یهودیان (تنخ) و بیشتر مسیحیان پروتستان جای ندارد.

## محتوا
1. بخش اول این کتاب، بدین قرار است که بُخت‌نُصَر، پادشاه آشور، با لشکری گران، به جنگ دشمن خود ارفخ سد می‌رود و پس از پیروزی بر او، سردار خود هولوفرن را مأمور می‌کند تا کسانی که در این جنگ او را یاری نکرده‌اند، نابود سازد؛ بنابراین، هولوفرن با ارتشی عظیم به سرزمین‌های ماورای فرات از جمله یهودیه حمله می‌کند. روحانی بزرگ یهودیان اورشلیم، به همه ساکنان، به ویژه بتولی پیام می‌فرستد تا در برابر سپاه مهاجم دشمن پایداری کنند و راه را بر او ببندند. هولوفرن که از مقاومت ساکنین شهر بتولی در شگفت مانده، از سر کنجکاوی علاقه‌مند می‌شود از انگیزه و اسرار این مقاومت مطلع گردد و بدین منظور با چند تن از افراد متحد خود در منطقه به رایزنی می‌پردازد. آن‌ها اظهار می‌دارند که مردم چون به اطاعت پروردگار و حمایت او دلگرم اند، از قدرت فوق‌العاده‌ای برخوردار می‌شوند. سرانجام هولوفرن دست به محاصره شهر می‌زند و پس از ۳۴ روز در حالی که راه ورود آب به شهر را بسته‌است، محاصره شدگان بتولی در معرض هلاکت قرار می‌گیرند و بدین جهت ناچار تصمیم به تسلیم در برابر دشمن می‌گیرند. در این احوال از ازیاس حاکم شهر به مردم پیشنهاد می‌کند تا پنج روز دیگر تحمل کنند و چنانچه در پایان این مهلت، عنایت خداوند شامل حال آن‌ها نشد هر گونه بخواهند عمل کنند.[۱]
2. در بخش دوم این روایت‌ها، به معرفی جودیت می‌پردازد. جودیت بیوه زنی زیبا، محترم و ثروتمند است که نمونه‌ای از پارسایی و تقواست و در شهر بتولی مورد احترام و اکرام و اعزاز بسیار است. این زن ناگهان به مردم شهر اعلام می‌کند که نباید از عنایت الهی مأیوس شوند و به همه اطمینان می‌دهد که پیش از اتمام مهلت پنج روزه، پروردگار به یاری آنان خواهد شتافت. آنگاه خود، پس از چندی دعا و نیایش به درگاه خداوند، به اردوگاه دشمن می‌رود و پس از چند روز موفق می‌شود که هولوفرن را در خواب به قتل برساند. سپس سر بریده او را با خود به داخل شهر می‌آورد و این امر مایه شادی و تجدید نیروی اهالی می‌شود. سربازان هولوفرن وقتی سردار خود را مرده می‌یابند، وحشت زده می شوند و از میدان نبرد می‌گریزند.[۲]

افسانه جودیت، یکی از بن مایه‌های ادبیات و هنر در دوره‌های گوناگون تاریخ هنر به حساب می‌رود که آثار نقاشی بزرگی بر اساس آن، خلق شده‌است. بنابر نظر تاریخ شناسان، نویسنده کتاب یهودیه، در دوران سلوکیان می‌زیسته‌ است و برخی حوادث تاریخی را با افزودن شاخ و برگ‌هایی به آن به عنوان یک روایت دینی-تاریخی نقل کرده‌است. برخی مفسرین، منظور نویسنده را از پادشاه آشور، اردشیر سوم (اخش) و ماجرای لشکر کشی او به مصر می‌دانند. در این لشکرکشی فرمانده سپاهیان اردشیر به نام هولوفرن به هنگام عبور از فلسطین، به شکنجه و آزار یهودیان پرداخت. نگارندۀ این کتاب دغدغۀ بیان تاریخ را ندارد، بلکه در غالب یک روایت که ممکن است بخش هایی از آن بر وقایع تاریخی متکی باشد، پیام اخلاقی و دینی را برای خواننده بیان نماید. در این روایت، یک هستۀ تاریخی بسط یافته است و جزئیات به هستۀ تاریخی افزوده شده، جهت بارز کردن پیغام دینی آن. یکی از ناهمخوانی های تاریخی این اثر، با این واقعیت تاریخی است که در این کتاب، نبوکدنضر پادشاه آشور معرفی شده در حالی که وی پادشاه بابل و دشمن آشور بوده‌ است. این طور به نظر می رسد که با توجه به اینکه نام نبوکدنصر، در همان ابتدای کتاب آورده شده، در حالی که با واقعیت تاریخی تطابق ندارد. این نا همخوانی های تاریخی، در سطحی است که حتی خوانندگان این اثر، که هم عصر با نگارندۀ این اثر می زیسته اند، متوجه این اشتباهات می شده اند. این واقعیت نشان دهندۀ این است که نگارنده احتمالاً به دلایلی سعی در در هم آمیختن مبالغه آمیز وقایع با همدیگر را دارد، تا پیام خورد را به صورت رُمان طنزگونه بتواند به مخاطب برساند، بدون آن که خطری را متوجه خود و دیگران سازد.

## برای مطالعهٔ بیشتر
شائول شاکد، در بخش دوازدهم از جلد یکم کتاب تاریخ دین یهودیت کمبریج، به تأثیر ایرانیان بر ادبیات یهود پرداخته‌است:
- Shaul Shaked,Iranian influence on Judaism: first century B.C.E. to second century C.E. Volume 1: Introduction: The Persian Period, in The Cambridge History of Judaism Volume 1: Introduction: The Persian Period, pp. 308-325

برای خواندن ترجمه همان بخش رجوع کنید به:
- شائول شاکد، تأثیر ایران بر یهودیت: سده نخست پ.م. تا سده دوم میلادی، منتظری، سید سعید رضا؛ طامه، مجید؛ هفت آسمان» زمستان ۱۳۸۹ - شماره ۴۸ (۲۴ صفحه - از ۵۱ تا ۷۴)